# Đuravci
Đuravci (en serbe cyrillique : Ђуравци) est un village du sud du Monténégro, dans la municipalité de Bar.

## Démographie

### Évolution historique de la population
| 1948 | 1953 | 1961 | 1971 | 1981 | 1991 | 2003 |
| ---- | ---- | ---- | ---- | ---- | ---- | ---- |
| 86   | 81   | 74   | 64   | 36   | 22   | 11   |